# 7e cérémonie des Golden Globes
La 7e cérémonie des Golden Globes a eu lieu le 23 février 1950 à l'Hotel Roosevelt à Los Angeles, récompensant les films sortis en 1949 et les professionnels s'étant distingués cette année-là.

## Palmarès

### Meilleur film
- Les Fous du roi (All the King's Men)
  - Les Sœurs casse-cou (Come to the Stable)

### Meilleur réalisateur
- Robert Rossen pour Les Fous du roi (All the King's Men)
  - William Wyler pour L'Héritière (The Heiress)

### Meilleur acteur
- Broderick Crawford pour le rôle de Willie Stark dans Les Fous du roi (All the King's Men)
  - Richard Todd pour le rôle de Lachlan 'Lachie' MacLachlan dans Le Dernier Voyage (The Hasty Heart)

### Meilleure actrice
- Olivia de Havilland pour le rôle de Catherine Sloper dans L'Héritière (The Heiress)
  - Deborah Kerr pour le rôle de Evelyn Boult dans Édouard, mon fils (Edward, My Son)

### Meilleur acteur dans un second rôle
- James Whitmore pour le rôle de Kinnie dans Bastogne (Battleground)
  - David Brian pour le rôle de John Gavin Stevens dans L'Intrus (Intruder in the Dust)

### Meilleure actrice dans un second rôle
- Mercedes McCambridge pour le rôle de Sadie Burke dans Les Fous du roi (All the King's Men)
  - Miriam Hopkins pour le rôle de Lavinia Penniman dans L'Héritière (The Heiress)

### Meilleur scénario
- Bastogne (Battleground) – Robert Pirosh
  - La Corde de sable (Rope of sand) – Walter Doniger

### Meilleure photographie en noir et blanc
- Le Champion (Champion) – Franz Planer
  - Les Fous du roi (All the King's Men) – Burnett Guffey

### Meilleure photographie en couleurs
- Le Crapaud et le Maître d'école (The Adventures of Ichabod and Mr. Toad) – Walt Disney Studios
  - Un jour à New York (On the Town) – Harold Rosson

### Meilleure musique de film
- Vive monsieur le maire (The Inspector General) – Johnny Green
  - Les Fous du roi (All the King's Men) – George Duning

### Meilleure promotion pour l'entente internationale
La récompense avait déjà été décernée.
- Le Dernier Voyage (The Hasty Heart) de Vincent Sherman
  - Monsieur Vincent de Maurice Cloche

### Meilleur film étranger
- Le Voleur de bicyclette (Ladri di biciclette) •  Italie
  - Première Désillusion (The Fallen Idol) •  Royaume-Uni

### Révélation masculine de l'année
- Richard Todd pour le rôle de Lachlan 'Lachie' MacLachlan dans Le Dernier Voyage (The Hasty Heart)
  - Juano Hernandez pour le rôle de Lucas Beauchamp dans L'Intrus (Intruder in the Dust)

### Révélation féminine de l'année
- Mercedes McCambridge pour le rôle de Sadie Burke dans Les Fous du roi (All the King's Men)
  - Ruth Roman pour le rôle de Emma Bryce dans Le Champion (Champion)